# 哈沙德數
哈沙德數（Harshad number）是可以在某個固定的進位制中，被各位數字之和（數字和）整除的整數。
哈沙德數又稱尼文數，是因為伊萬·尼文在1997年一個有關數論的會議發表的論文。
若一個數無論在任何進位制中都是哈沙德數，稱為全哈沙德數（全尼文數）。只有四個全哈沙德數：1、2、4、6。（12在除八進制以外的進制中均為哈沙德數）
所有在零和進位制的底數之間的數都是哈沙德數。
除非是個位數，否則質數不是哈沙德數。
在十進制中，100以內的哈沙德數包括1、2、3、4、5、6、7、8、9、10、12、18、20、21、24、27、30、36、40、42、45、48、50、54、60、63、70、72、80、81、84、90、100。

## 連續數個整數均為哈沙德數
Cooper和Kennedy在1993年证明了十进制里没有21个连续整数均是哈沙德数。他们亦找到了最小20個連續整數都是哈沙德數的數列，它們大於1044363342786。
1994年，H.G. Grundman 扩展了Cooper和Kennedy的结果，表明n進制中有無限多組連續2n個整數為哈沙德數，但並無連續2n+1個整數為哈沙德數。1996年T. Cai 證明了以下的事實：在二進制存在無限多組連續四個整數為哈沙德數；在三進制存在無限多組六個整數為哈沙德數。

## 密度
設N(x)為小於或等於x哈沙德數的數目，對於任何給定的 ε > 0 ，Jean-Marie De Koninck和Nicolas Doyon發現：
{\displaystyle x^{1-\varepsilon }\ll N(x)\ll {\frac {x\log \log x}{\log x}}}
De Koninck、Doyon和Katai證明：
{\displaystyle N(x)=(c+o(1)){\frac {x}{\log x}}}
當 c = 14/27 log 10 ≈ 1.1939 。

## 其他进制的哈沙德数
12进制:1, 2, 3, 4, 5, 6, 7, 8, 9, A, B, 10, 1A, 20, 29, 30, 38, 40, 47, 50, 56, 60, 65, 70, 74, 80, 83, 90, 92, A0, A1, B0, 100, 10A, 110, 115, 119, 120, 122, 128, 130, 134, 137, 146, 150, 153, 155, 164, 172, 173, 182, 191, 1A0, 1B0, 1BA, 200,...